# Laurent Jalabert

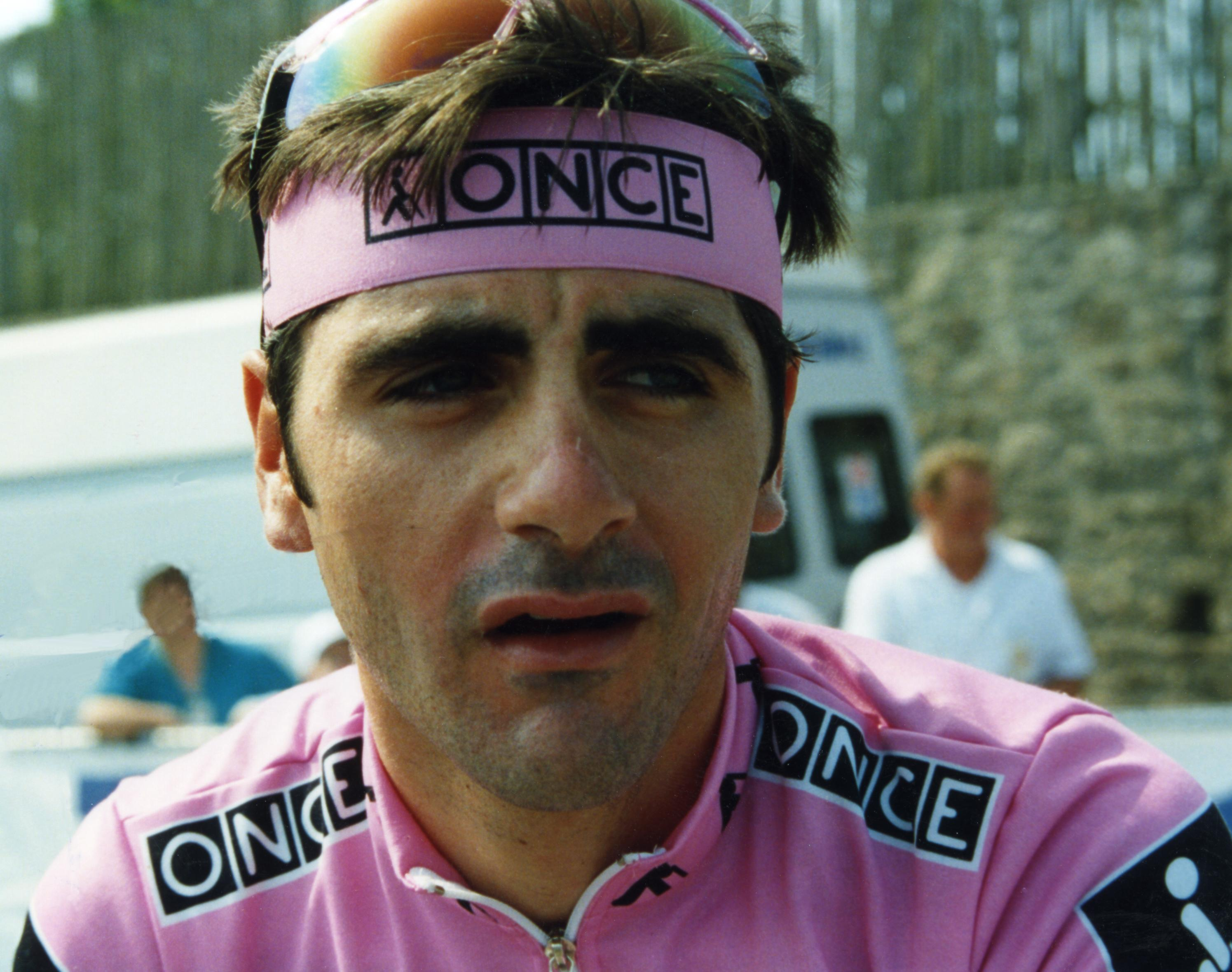
Laurent Jalabert i Tour de France 1993.

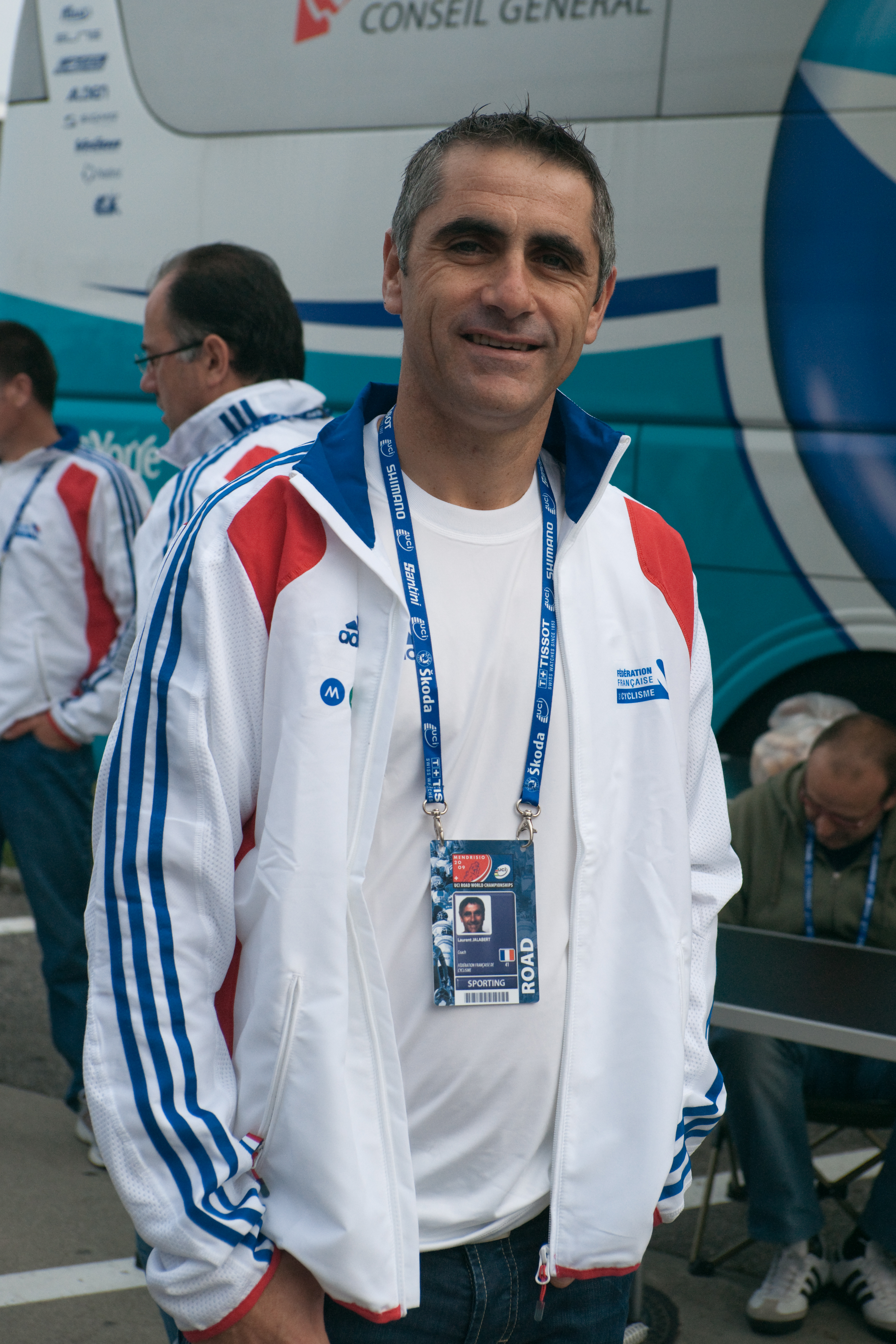
Laurent Jalabert under VM 2009 i Mendrisio, Schweiz.

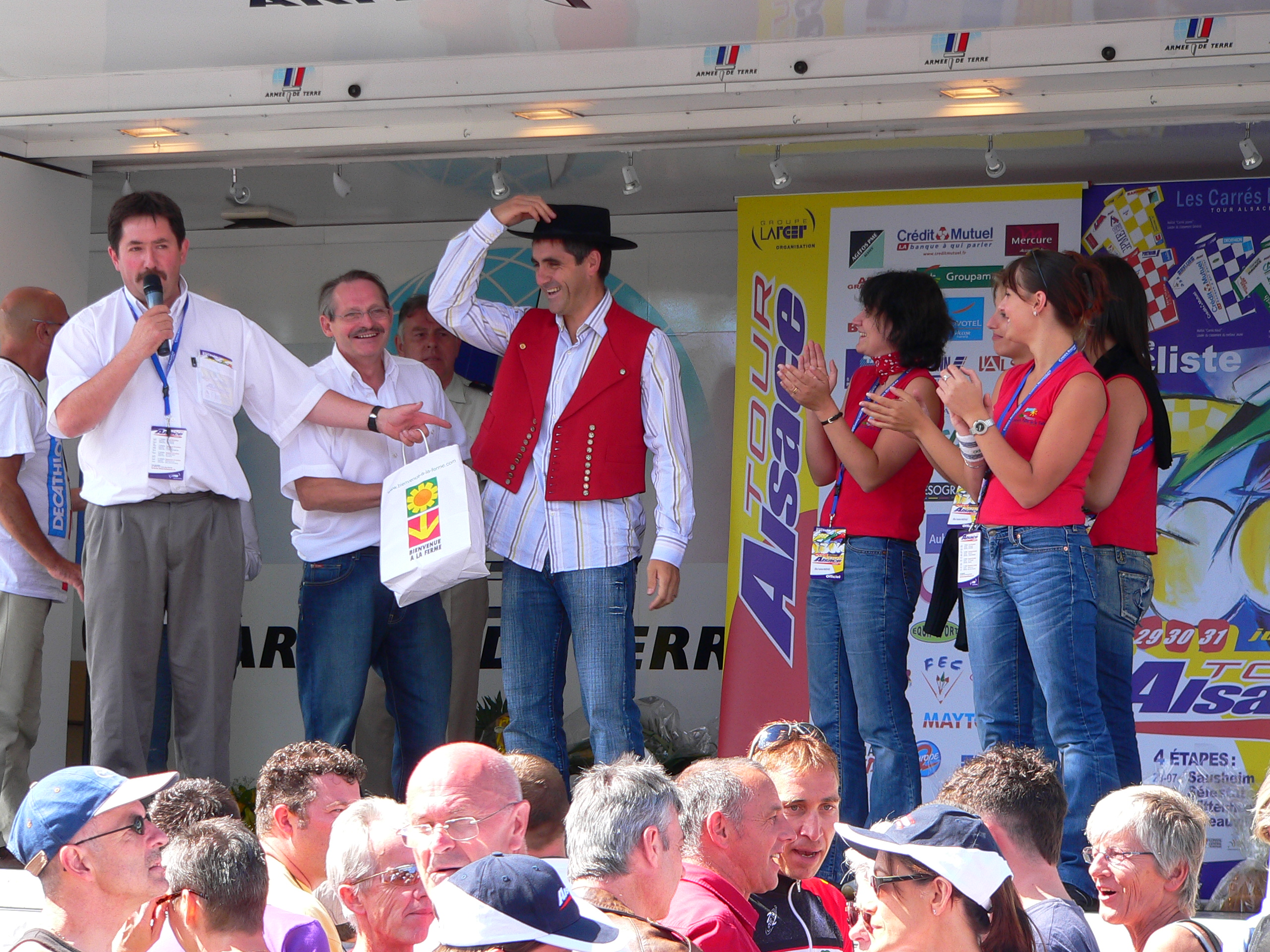
Laurent Jalabert, Tour d'Alsace 2005.

Laurent Jalabert, född 30 november 1968 i Mazamet, Tarn, är en fransk före detta professionell tävlingscyklist. 
Jalabert vann Vuelta a España 1995 och blev samtidigt den andre genom tiderna att i en av de stora tourerna vinna ledartröjan, poängtröjan och bergatröjan i samma lopp. Han är också tillsammans med Eddy Merckx och Djamolidine Abdoujaparov de enda som har vunnit poängtävlingen i alla de tre Grand Tours.
Under sin karriär vann han fyra etapper på Tour de France och han vann poängtröjan i tävlingen två gånger och bergsmästartröjan två gånger. Två gånger under sin karriär vann han etapper på Frankrikes nationaldag, 1995 och 2001.

## Karriär
Laurent Jalabert blev professionell med det franska stallet Toshiba 1989 och utvecklades snabbt till en vass spurtare. Inför säsongen 1992 flyttade han vidare till det spanska stallet ONCE, som leddes av spanjoren Manolo Saiz.
Jalabert lovade sin fru att inte delta i gruppsprinterna efter en otäck vurpa i slutet av första etappen på Tour de France 1994. Innan dess hade han vunnit den gröna poängtröjan, som bästa sprinter, i Tour de France 1992, vilket han upprepade 1995. I stället brydde han sig i fortsättningen mer om etapploppen.
Under 1990-talet dominerade Jalabert främst de spanska etapploppen, och tillsammans med stallkamraten Alex Zülle var han ett ständigt hot mot andra stall i Vuelta a España, genom att vinna etapper, poängtävlingen och även ta hem totalsegern i tävlingen. Det spanska stallet ONCE var starkt och Jalabert och Zülle blev ofta hjälpt till segrar av Johan Bruyneel och Neil Stephens.
Jalabert är tillsammans med Eddy Merckx och Tony Rominger den enda cyklisten som har vunnit tre separata tävlingar under em och samma Grand Tour. Det inträffade när han tog hem totalsegern, poängtävlingen och bergspristävlingen i Vuelta a España 1995. Två år senare, 1997, vann Jalabert världsmästerskapens tempolopp. 1998 blev han fransk nationsmästare på landsväg.
Under Tour de France 1998 fick flera professionella stall problem när polisen gjorde razzior och fann dopningspreparat hos dem. Jalabert anordnade då ett tillbakadragande av alla spanska stall från tävlingen. Jalabert tävlade fortfarande för det spanska ONCE-stallet vid tillfället. Det hela skapade rabalder i Frankrike och det dröjde länge innan människor i Frankrike omfamnade honom igen. Inför säsongen 2001 flyttade Jalabert till det danska stallet Team CSC och samma år vann han en etapp på Tour de France, samma dag som Frankrike firade sin nationaldag, den 14 juli. Tidigare det året hade han skadat sin rygg.
Laurent Jalabert avslutade sin karriär efter säsongen 2002. Samma år vann han bergspriströjan i Tour de France 2002, 84 poäng före belgaren Mario Aerts.
Under sin karriär vann Jalabert även flera endagslopp som Milano-Sanremo 1995, Lombardiet runt 1997, La Flèche Wallonne 1995 och 1997, men också Clásica de San Sebastián 2001 och 2002. Han tog en silvermedalj på världsmästerskapens linjelopp efter italienaren Gianni Bugno 1992, men fick aldrig någon guldmedalj i grenen. Dock tog han guldmedaljen i världsmästerskapens tempolopp säsongen 1997. Jalabert blev prisad som den mest offensive cyklisten under Tour de France 2001 och 2002.

## Efter karriären
Sedan Laurent Jalabert avslutat sin professionella karriär har han arbetat som konsulent hos Look cycles, som bygger cyklar. Han har även kommenterar cykling på de franska kanalerna France 2 och France 3.

## Privatliv
Laurent Jalabert har en yngre bror, Nicolas Jalabert, som även han tävlat som proffscyklist. Laurent Jalabert bor numera i Lafrançaise, i närheten av Montauban, med sin fru och deras barn. 

## Meriter

### Etapplopp
Tour de France, 4 etapper
 Poängtävlingen – 1992, 1995
 Bergspristävlingen – 2001, 2002
 Mest offensive cyklist – 2001, 2002
Giro d'Italia, 3 etapper
 Poängtävlingen – 1999
Vuelta a España, 18 etapper
 Totalseger – 1995
 Poängtävlingen – 1994, 1995, 1996, 1997
 Bergspristävlingen – 1995
Katalonien runt – 1995
Baskien runt – 1999
Paris-Nice – 1995, 1996, 1997
Grand Prix du Midi Libre – 1996
Romandiet runt – 1999
Tour Méditerranéen – 2000
Critérium International – 1995
Route du Sud – 1996
Setmana Catalana de Ciclisme – 1999, 2000
Vuelta a la Rioja – 1993
Volta a la Comunitat Valenciana – 1996
Vuelta a Burgos – 1997
Vuelta a Asturias – 1998
Clásica Internacional de Alcobendas – 1993
Vuelta a Mallorca – 1993, 1997

### Endagslopp
Världsmästerskapens tempolopp – 1997
 Nationsmästerskapens linjelopp – 1998
Milano-Sanremo – 1995
Lombardiet runt – 1997
La Flèche Wallonne – 1995, 1997
Clásica de San Sebastián – 2001, 2002
Classique des Alpes – 1996, 1998
Milano-Turin – 1997
Classic Haribo – 1996
Paris–Bourges – 1990
Trofeo Luis Puig – 1993
Coppa Agostoni – 2002
Tour du Haut-Var – 1998, 2002
Tour d'Armorique – 1989
Escalada a Montjuïc – 1997
Prueba Villafranca de Ordizia – 1999
GP de Toulouse – 1993, 1995
CSC Classic – 2002
Klasika Primavera – 1995

## Stall
- Toshiba 1989–1991
- ONCE 1992–2000
- Team CSC-Tiscali 2001–2003